# 상하초등학교 (경기)
상하초등학교(上下初等學校)는 대한민국 경기도 용인시에 있는 공립 초등학교다.

## 학교 연혁
- 2001년 5월 15일 상하초등학교 설립인가(총 36학급)
- 2002년 1월 14일 상하초등학교 설치(조례 제316호)
- 2002년 5월 25일 초대 박찬영 교장 취임
- 2002년 6월 3일 상하초등학교 10학급 개교
- 2003년 2월 17일 제1회 졸업식(26명 졸업)
- 2003년 3월 7일 상하초등학교 병설유치원 개원(1학급)
- 2010년 9월 1일 제4대 엄기영 교장 취임
- 2015년 2월 17일 제13회 졸업식(졸업생 159명 졸업, 총 졸업생 1821명)
- 2015년 3월 1일 상하초등학교 37학급 편성(특수학급 1학급)

## 참고 자료
- 상하초등학교 - 한국교육학술정보원 학교알리미